# Linie 11 (Metro Madrid)

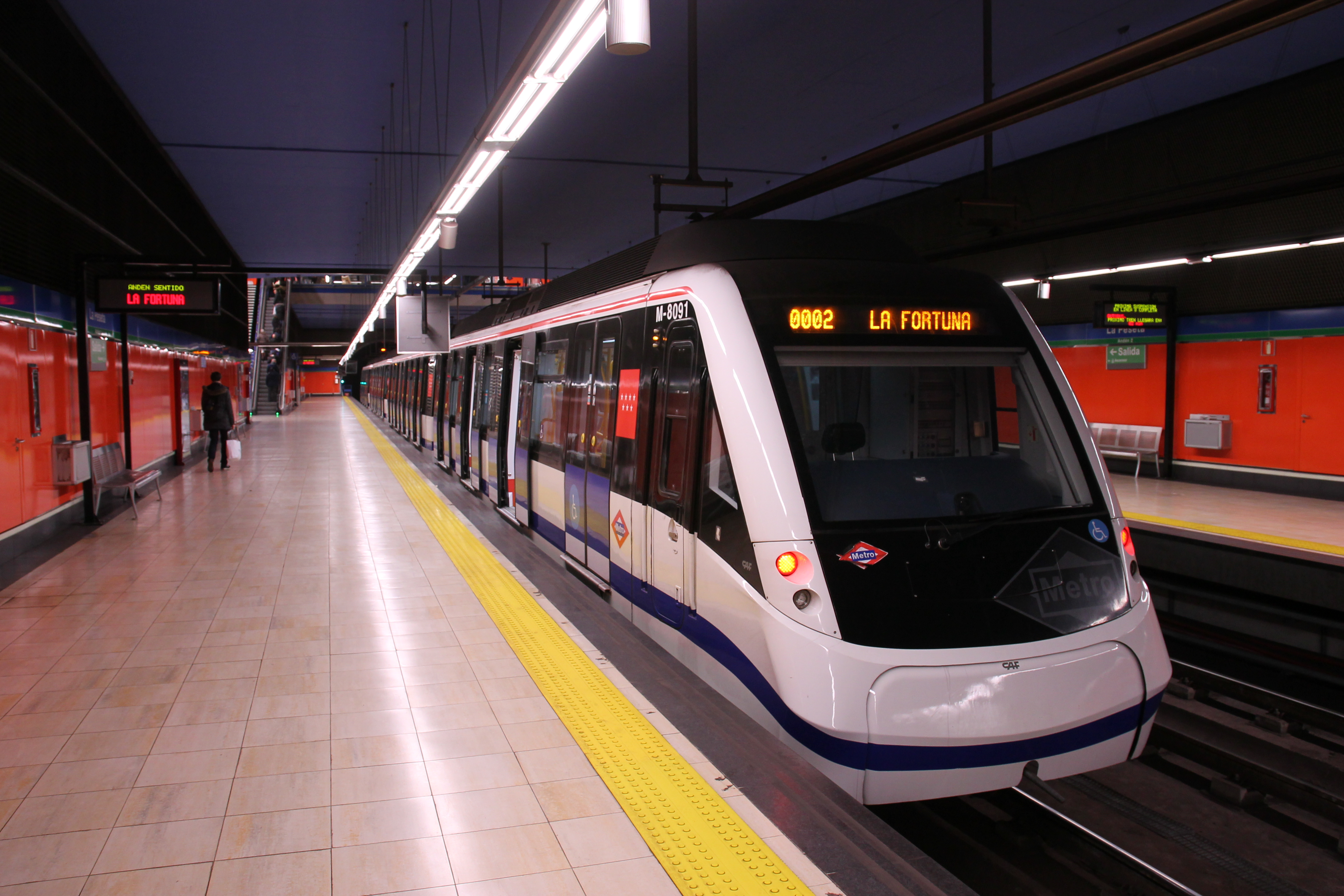
Station La Peseta

Die Linie 11 (span. Línea 11, kurz L-11) ist eine U-Bahn-Linie der Metro Madrid. Sie führt von der Plaza Elíptica nach La Fortuna , ist ca. 8,5 Kilometer lang und besitzt sieben Stationen. Die Strecke verläuft vollständig unterirdisch.

## Beschreibung
Die L-11 gehört zum Großprofilnetz der Metro und die Länge der Stationen beträgt 115 Meter. Da die Auslastung auf dem ersten kurzen Teilstück noch eher niedrig ist, verkehren vorübergehend Kleinprofilfahrzeuge. Der Anschluss an das übrige Großprofilnetz erfolgt durch einen 280 Meter langen Verbindungstunnel zur L-6 bei Pan Bendito.
Die Bauarbeiten an der L-11 begannen im Februar 1997 und das erste Teilstück zwischen Plaza Elíptica und Pan Bendito wurde am 16. November 1998 eröffnet. Der zweite Abschnitt nach La Peseta folgte am 18. Dezember 2006. Am 5. Oktober 2010 wurde die Station la Fortuna eröffnet, die momentan den südlichen Endpunkt der Linie 11 bildet.
Geplant ist eine Verlängerung der L-11 in Richtung Westen bis Cuatro Vientos und Richtung Nordosten über den Bahnhof Atocha bis zum Terminal 4 des Flughafens Madrid-Barajas und der Siedlung Valdebebas. Die Bauarbeiten begannen im Jahr 2022 und sollen laut Planung bis 2030 andauern. Die erweiterte Linie wird mit einer Streckenlänge von über 33 Kilometern und 20 Stationen den Südwesten des Stadtgebietes diagonal mit dem Nordosten verbinden.